# Erica muirii
Erica muirii är en ljungväxtart som beskrevs av Harriet Margaret Louisa Bolus. Erica muirii ingår i släktet klockljungssläktet, och familjen ljungväxter. Inga underarter finns listade i Catalogue of Life.